# Caps
| Kapsyl. |  | Kapsyl. |
| Kapsyl. |  |         |

Caps är ett dryckesspel som går ut på att kasta kapsyler i glas, vanligen av hårdplast. Spelet är tämligen populärt bland studenter vid högskolor och universitet. Ursprunget är omtvistat, men man tävlade i Caps på universitet i USA redan på 1980-talet.
Spelet kan spelas med i stort sett hur många spelare som helst; dock är det att föredra att vara minst två och helst jämnt antal. Spelet spelas sittande på golvet, och varje spelare har med sig ett glas och en viss mängd alkoholhaltiga drycker i flaskor med kapsyler.
Spelets regler och ritualer har många lokala variationer.

## Förberedelser
Spelarna placerar sig i en cirkel med en benlängds avstånd från ett glas som normalt placeras på golvet, detta är kallat mittenglaset (eller Kungen). Man sitter i skräddarställning (med benen i kors) i en ring. Innan spelet börjar fyller varje spelare sitt eget glas med alkohol motsvarande höjden av två fingrar och placerar det sedan framför sig så att de personliga glasen bildar en ring runt mittenglaset. Den som ska göra första kastet, alternativt samtliga spelare tillsammans, fyller upp mittenglaset med sin egen alkoholhaltiga dryck.

## Spelregler
Första spelaren försöker träffa en annan spelares glas med en kapsyl, i lagturneringar av caps måste spelaren alltid sikta på den spelare som sitter mitt emot eftersom man sitter placerad så att den mittemot alltid är medlem av ett annat lag. Om kapsylen träffar glaset är personen utmanad, detta betyder att denne måste svara genom att kasta en kapsyl i utmanarens glas. Träffar kapsylen måste utmanaren försöka träffa den utmanades glas en gång till, detta fortsätter tills en av dem missar. Den som missar måste då dricka ur sitt eget glas. Dock behöver en spelare endast dricka ur sitt glas ifall denne träffar mittenglaset (se nedan) eller om denne förlorar en utmaning, turen går endast vidare ifall en spelare missar utan att vara utmanad.
Om en spelare (utan att vara utmanad eller ha utmanat) träffar mittenglaset måste samtliga spelare dricka ur sina glas. Den som träffar mittenglaset måste även tömma detta samt fylla på det igen med valfri alkoholhaltig dryck.

## Kastregler
För att ett kast skall anses korrekt får armbågen aldrig vara framför knäet. Om armbågen befinner sig framför knäet måste spelaren oberoende av var kapsylen hamnat dricka ur sitt eget glas. Enligt vissa regler får vinkeln mellan under- och överarm inte heller överstiga 90 grader.

## Alternativa capsregler

### Fransk caps
Reglerna är i stort likadana som för vanlig Caps men istället för glas/muggar använder man flaskor. Det finns inte någon mittenflaska. Poängen med Fransk caps är inte att få ner kapsyler genom flaskhalsen utan att på samma sätt som i vanliga caps kasta ner motståndarens kapsyl som är placerad uppochner på flaskans topp.
Den största skillnaden med Fransk Caps är utmaningen. Om person A får ner person B:s kapsyl har person B två alternativ:
a) Mus (Lé Mousè): Person B tar 3 klunkar.
b) Man (el. kvinna) (Lé Man): Person B försöker nu kasta ner person A:s kapsyl. Om person B lyckas måste person A dricka 6 klunkar. Om person B misslyckas måste han dricka 6 klunkar.
Om någon kastar ner fler än 1 kapsyl när det är dennes tur så är alla som har fått sin kapsyl nedkastad utmanad och ska i tur och ordning välja om de ska backa ur utmaningen eller kasta tillbaka. Kastar man ner sin egen kapsyl dricker man 3 klunkar.
Denna version av caps är fördelaktig ur ett renlighetsperspektiv då man sällan kastar omkull en flaska med en kapsyl.

### Caps som det spelas på Linköpings universitet
Vid Linköpings universitet spelas en annan variant av Caps. Startupplägget är samma som den traditionella varianten – med ett mittglas i mitten kantat av spelarnas glas och sist spelarna sitter i en cirkel på en benlängds avstånd från glasen i mitten.

#### Spelregler
Den spelare som står i tur att kasta väljer ett glas som hon eller han sedan vill träffa. En träff innebär att kapsylen stannar i glaset.
Träffar spelaren i någon annan persons glas är den personen utmanad. Den utmanade väljer då om den ska anta utmaningen.
Antar man inte utmaningen dricker man ur sitt glas och får utstå diverse smädelser. Antar man utmaningen kastar man tillbaka mot den som kastade i glaset. Missar man måste man dricka två glas. Om man träffar får den som utmanade välja på att dricka två glas och att utmana tillbaka och därmed höja insatsen till tre glas. Träffar de båda utmanarna varandras glas gång på gång blir således insatsen högre för varje gång.

#### Träff i mittenglaset
Träffar någon spelare i mittenglaset måste alla spelare så fort som möjligt dricka ur sitt eget glas. Den som är sist att sätta ner sitt urdruckna glas igen är förloraren och måste därmed även dricka ur mittenglaset samt fylla på det igen. När alla glas är fyllda igen och får den som träffade mittenglaset lägga till en ny regel.
Regeln måste gälla alla personer, det ska vara möjligt att inte bryta mot regeln och regeln får inte fundamentalt förändra spelets idé. Exempel på nya regler är:
- Deltagarna får inte peka.
- Deltagarna får inte säga namn.
- Deltagarna får inte säga du.
- Deltagarna måste dricka med vänster hand.
- Deltagarna måste säga en viss fras innan man dricker.
- Deltagarna får inte svära.

Regler som inte är tillåtna är till exempel:
- Varje gång någon träffar ett glas måste X dricka.
- Deltagarna måste alltid blunda.
- Deltagarna måste dricka en hel burk när man ska dricka, etc.

Om någon upptäcker att en person sedan bryter mot regeln så måste regelbrytaren dricka ur sitt glas som straff. Så länge ingen märker något kan man ostraffat bryta mot de nya reglerna.
En spelare kan också, istället för att lägga till en ny regeln välja att plocka bort en av de tidigare tillagda reglerna. Detta kan vara bra om det finns någon regel som man personligen har särskilt svårt med eller om man kanske tycker att regeln gör spelet tråkigare.

#### Öka tempot i spelet
Om spelet står stilla och man tycker att det är dags att komma igång igen (eller det är uppenbart att personen vars tur det är att kasta inte vet om att det är hennes eller hans tur) så börjar man högt räkna ner från fem.
Alla stämmer in i räknandet och har inte personen vars tur det är kastat innan man skulle sagt noll så pekar man på den personen. Den som har missat får dricka ur sitt glas som straff. Skulle fel person ha kastat under räknandets gång protesterar man högljutt och så får den personen dricka som straff.
När man kommer till pekandet kan det ibland bli väldigt tydligt att alla inte är överens om vems tur det egentligen är. Inblandade parter får då snabbt och kortfattat lägga fram sin syn på saken och sedan röstar man vems tur det är och majoritetens röst gäller. Straff utdelas utifrån hur rösten fallit och sedan vidtar spelet utifrån beslutet.
Måste man gå på toaletten väntar man tills det är din tur. Med kapsylen i handen deklarerar man med hög röst "jag måste gå på toaletten" och sedan spelar man vidare. När det är ens tur nästa gång får man lämna spelet för att besöka toaletten. Man får dock räkna med att alla kommer att försöka utmana dig under det varvet. Är man många som spelar bör man vid spelets början modifiera regeln till att man får gå efter halva varvet eller efter att x antal personer har kastat.

## Mästerskap i caps
Det finns åtminstone sju större tävlingar för Caps i Sverige, även om flera lokala tävlingar finns på många studieorter. SM i Caps har sedan 1993 anordnas i Göteborg, samt i Uppsala.  VM har anordnats på studentfestligheten Flumride i Ronneby sedan 1992  samt i Skövde, där dock VM står för Västgötamästerskapen, samt i Karlstad där det står för Värmlandsmästerskapen och inte världsmästerskap. En senkomling (2007) är VM i Västerås  (Där V står just för Västerås). I Sundsvall arrangerar föreningen SÅS varje år Storcaps. Slutligen arrangeras i Stockholm SMiSC - svenska mästerskapen i Stockholmscaps. Det finns emellertid ingen ordning som reglerar vem som får anordna vad, och mästerskapen skall i allmänhet ses som en kombination av studentikosa infall och studieortsrivalitet.